# 김병기 (1818년)
김병기(金炳冀, 1818년~1875년)는 조선 후기의 외척이자 권신이다. 자는 성존(聖存). 호는 사영(思穎). 시호는 문헌(文獻)이며, 본관은 신 안동 김씨이다. 생부는 김영근(金泳根), 양아버지는 영의정 김좌근(金左根). 아호가 사영이라 사영대감으로 불렸으며, 동명이인인 다른 여러 김병기와 구분을 위해 주로 사영 김병기로 불린다.

## 생애
생부는 김창집의 손자 김성행(金省行)의 증손 김영근인데 9촌숙이 되는 김조순의 아들 김좌근(金左根)의 양자가 되었다. 순원왕후의 조카뻘이 된다.
1847년 정시문과에 병과로 급제하였다. 여러 벼슬을 거쳐 정3품 당하관 통훈대부(通訓大夫)로 승진, 1848년 사복시정(司僕寺正)이 되었다. 1849년 철종 즉위 후, 다시 승진하여 성균대사성이 된 뒤에 종2품으로 거듭 승진, 예조참판(禮曹參判), 이조참판(吏曹參判] ) 등을 지냈다.
그 뒤 거듭 승진하여 1853년 총융사(摠戎使), 훈련대장, 이조판서(吏曹判書)를 거쳐 예조판서(禮曹判書), 형조판서(刑曹判書), 공조판서(工曹判書) 등 각조의 판서직을 두루 역임하고, 1862년 판돈령부사로 전임되었다. 그 뒤 종일품 의정부좌찬성(左贊成)으로 있을 때, 1863년 12월 철종이 급서하자 조대비와 후계문제를 놓고 갈등하였으며, 고종이 1864년 흥선대원군이 섭정으로 집권하자 광주부유수로 좌천되었다.
김병기는 이하전 사사와 이세보의 유배 이후 흥선군이 신정왕후와 오랫동안 만났다는 것을 눈치채고 흥선군에게 왕위 계승권을 보장하겠다고 제안하였다. 김병기는 흥선군을 멸시하면서도 그를 의심했다. 그러나 흥선군은 끝까지 바보행세를 하며, 장남 이재면이 부족한데 관직이나 알아봐 달라고 부탁했다. 철종의 임종 후 그는 조대비의 왕위 계승권자 지목을 반대했지만 흥선군의 둘째 아들로 낙점됐다. 흥선대원군이 집권한 이후 외직을 전전하다가, 다시 요직에 등용되었으며 다시 의정부좌찬성(左讚成))에 이르렀다.
안동김씨 세도가 한창일 때 몰락왕족으로 파락호생활을 하던 흥선대원군과도 교류하며 어려움에 처했던 흥선대원군을 재정적으로 도운 관계로, 뒷날 안동김씨 일족이 대부분 숙청되었을 때에도 살아남아 관직에 계속 머무를 수 있었다. 그러나 평소 흥선군을 무시하여 세간의 입방아에 오르내리다가, 김동인과 유주현의 소설 《대원군》에서는 흥선군의 주요 정적이자, 흥선군을 면박하는 역할로 묘사된다. 문집에 《사영집》이 있다.

## 기타
윤효정은 흥선군이 그에게 청탁을 했다 한다. 흥선군은 일부러 김병기를 찾아가 아들 이재면의 문과 합격을 청탁했는데, 김병기는 마음 속으로는 몰지각함과 비열함을 비웃으며 한마디 대꾸도 하지 않았다 한다. 흥선군은 똑같이 김병기의 사촌인 남병철에게도 똑같이 아들의 등과 합격을 청탁하니, 남병철은 몹시 분개했다. 왕실의 금지옥엽인데, 이렇게 초라해진 형편으로 아들의 등과를 청탁하니 이렇게 어리석을 데가 어디 있겠느냐는 것이었다. 그런데 박제형의 근세조선정감에는 흥선군을 대놓고 멸시하던 인물의 한 사람으로 남병철을 지목했다.
흥선대원군은 일부러 김좌근에게 양아버지라 하면서 그에게도 용돈을 얻어 썼고, 김병기는 그를 심하게 무시했다 한다. 그는 김병기의 잔치 집에 갔다가 음식을 먹고는 일부러 구역질을 하다가 토해내고 쓰러졌는데, 김병기는 음식을 삼켜보았다. 그러자 일어나서는 장난에 과민반응한다고 답했다. 김병기는 분노했고 한동안 술을 마셨다 한다. 이는 김동인의 운현궁의 봄, 유주현의 대원군 소설에도 그대로 언급되었다.
다른 안동김씨 인물들은 흥선군을 구박하거나 쫓아냈지만 김좌근은 쫓아내지 않고 귀찮아하거나 약간의 돈을 주어 내보냈다. 생계가 궁했던 흥선군은 매란국죽 등을 그려서 양반 사대부가와 중인가문, 역관 등에게 팔았는데, 중인과 역관들을 통해 석파란의 명성이 청나라와 일본에도 알려졌다. 김병기는 흥선군의 난초화를 구입하였다. 당시 다른 이들도 흥선군을 무시했고 심의면 등은 노골적으로 궁도령이라 했는데도, 김병기는 흥선대원군의 주적의 한 사람으로 예술작품에 묘사되었다. 김병기는 1873년 명성황후가 흥선대원군을 축출하려 하자 그대로 가담했다.

### 흥선군 집권 반대
고종이 즉위하게 되자 김좌근과 김병기는 흥선대원군이 집정(執政)하는 데 반대했다. 그러나 조대비는 김좌근 등의 반발을 무릅쓰고 흥선군의 정치 참여를 공식화했다.

## 가족 관계
- 생조부 : 김복순(金復淳)
  - 생부 : 김영근(金泳根)
- 양조부 : 김조순(金祖淳)
  - 양부 : 김좌근(金左根)
  - 양모 : 윤치승(尹致升)의 딸
    - 부인 : 남구순(南九淳)의 딸
    - 아들 : 김용균(金用均)

## 관련 문화재
- 사영 김병기 일가 옷 (중요민속문화재 제6호, 고려대학교박물관 소장)

## 같이 보기
- 김좌근
- 김병국
- 김병학
- 흥선대원군